# アミール・ナデリ
アミール・ナデリ（Amir Naderi、1945年 - ）は、イランの映画監督である。

## 経歴
1986年に『駆ける少年』で、1989年に『水、風、砂』で、ナント三大陸映画祭グランプリを受賞する。2011年、西島秀俊主演の『Cut』を監督する。

## フィルモグラフィー
- ハーモニカ（1974年）
- 駆ける少年（1986年）
- 水、風、砂（1989年）
- マンハッタン・バイ・ナンバーズ（1993年）
- A, B, C... Manhattan（1997年）
- マラソン（2002年）
- サウンド・バリア（2005年）
- ベガス（2008年）
- Cut（2011年）

## 著作
「遠くから小津を観察する」『小津安二郎 大全』（朝日新聞出版、2019年）収録